# Ana Purwa
Ana Purwa (* 16. Oktober 1982 in Bandung, Indonesien) ist eine deutsche Synchronsprecherin und Schauspielerin.

## Leben
Ana Purwa wurde in Indonesien geboren und wuchs in Karlsruhe auf. Sie studierte Schauspiel von 2006 bis 2010 an der Musik und Kunst Privatuniversität der Stadt Wien und wurde zu dieser Zeit als Theater-Schauspielerin aktiv. Seit 2016 ist sie überwiegend als Synchronsprecherin tätig, sie spricht auch Hörspiele und Hörbücher.
Seit 2010 praktiziert sie die japanische Kampfkunst Aikidō und unterrichtet diese für Kinder und Jugendliche in Berlin.

## Synchronrollen (Auswahl)

### Filme
- 2016: Girl on the Train: Haley Bennett als Megan Hipwell
- 2017: Detroit: Samira Wiley als „Ashley“
- 2018: Vigilante – Bis zum letzten Atemzug: Cheryse Dyllan als „Charlene Jackson“
- 2019: Bombshell – Das Ende des Schweigens: Liv Hewson als Lily Balin
- 2019: Once Upon a Time in Hollywood: Mikey Madison als Susan Atkins
- 2019: Der schwarze Diamant: Paloma Elsesser als Kat

### Serien
- 2018–2019: Orange Is the New Black: Vicci Martinez als Daddy
- 2022: Navy CIS: Ziah Colon als Pilar Rivera